# История книгопечатания в Европе

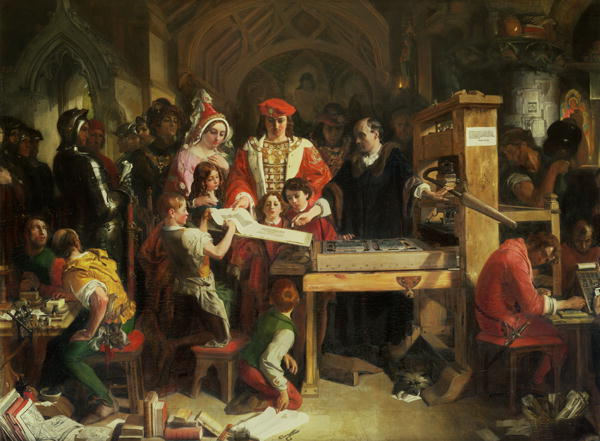
Уильям Кэкстон, показывающий свой печатный станок в Вестминстере королю Эдуарду IV, картина Дэниеля Маклиса (1851)

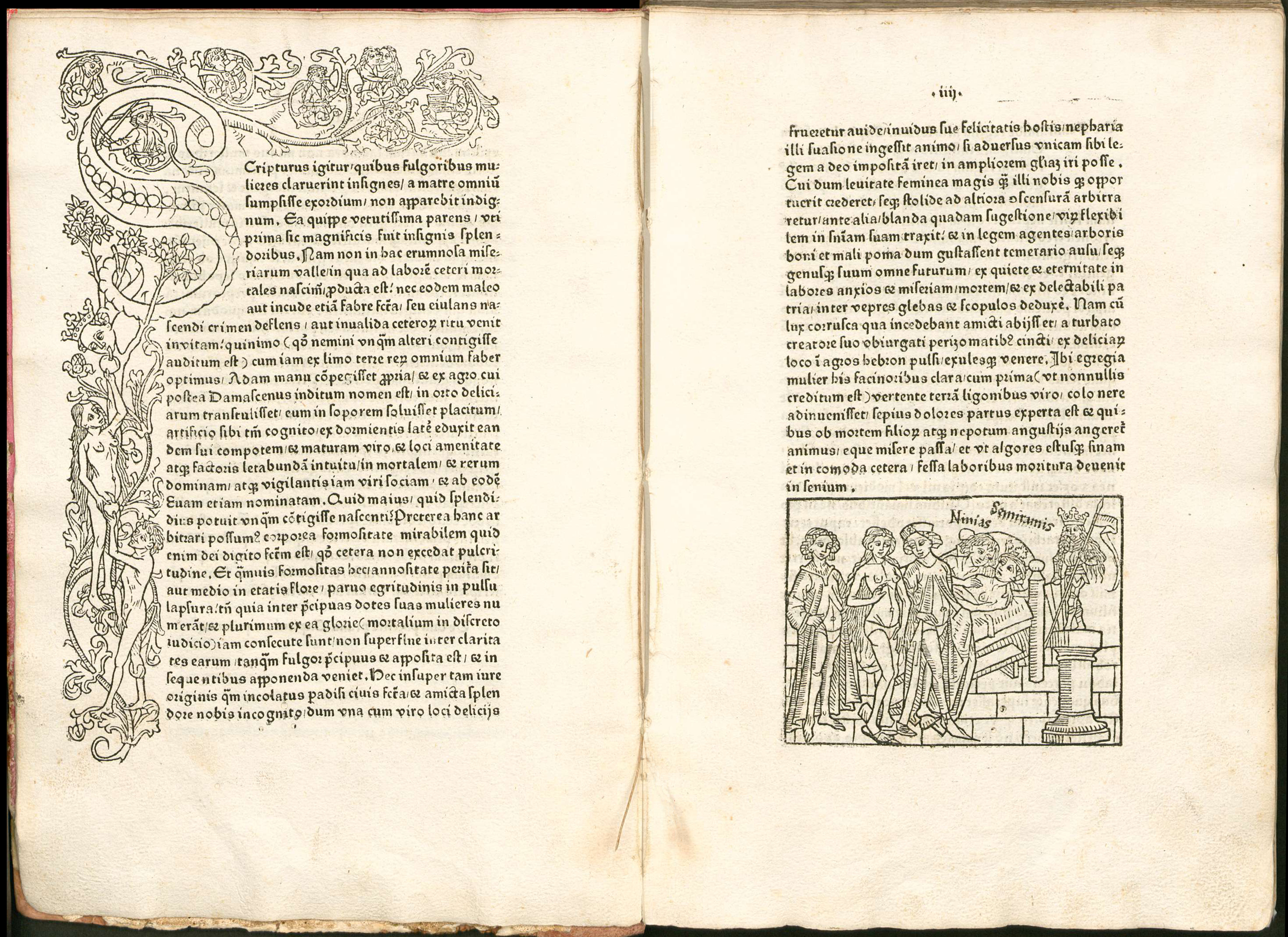
Разворот из книги ««О славных женщинах» Бокаччо, напечатанной Иоганном Цайнером в августе 1473 года

## Книгопечатание до XVI века

### Германия
Изобретённый (1440) Гутенбергом новый способ печатания книг не мог долго содержаться в тайне. Уже в 1460 г. Ментелин имел типографию в Страсбурге, Пфистер — в 1461 г. в Бамберге.
После взятия Майнца герцогом Нассауским, когда типография Шеффера и Фуста была уничтожена, работники, или, как их называли, «дети Гутенберга», разбежались во все стороны и разнесли с собой и типографское искусство. В Кёльне Ульрих Целль работал уже в 1466 г.; за ним следуют Аугсбург, где Гюнтер Цайнер работал с 1468 г.; Ульм — с 1469 г.; Нюрнберг — Генрих Кеффер и Иоганн Зензеншмидт, с 1470 г.; Базель, с 1471 г.
В Северной Германии ранее всего была основана типография во Франкфурте-на-Майне, а затем в Любеке, Лейпциге, Эрфурте и др.
В Вене первая типография открылась в 1482 г., но постоянная — лишь в 1491 г.
К концу XV века в Германии было свыше 50 типографий, а печатников — свыше 200.
Из Германии новое искусство распространилось по другим странам.

### Италия
В Италии первыми печатниками были немцы Арнольд Паннарц и Конрад Свейнхейм, которые были приглашены монахами из Субьако, близ Рима, в 1465 году, а в 1467 году переехали в Рим. В Венеции Иоганн Шпейерский получил привилегию на печатание книг в 1469 году, но он умер в следующем году, и его дело продолжал его брат, Венделин Шпейерский, в сообществе с Иоганном Кёльнским. В том же году там поселился искусный гравёр Николя Жансон, по происхождению француз. Вообще, печатное дело в Венеции достигло высокой степени развития, так что насчитывают в XV веке до 250 типографий; тогда же была основана знаменитая типография Альдова (1495). За Венецией следуют Болонья (1471), Неаполь (1471), Флоренция (1472) и другие.

### Франция
Во Франции первая типография возникла сравнительно поздно. Ни один из «детей Гутенберга», рассеявшихся по разным странам, не прибыл в Париж: вероятно, они не были допущены туда происками переписчиков и книгопродавцев, опасавшихся возникавшей конкуренции. Между тем Фуст дважды привозил в Париж и продавал там в большом количестве свои произведения. Лишь в 1470 г. благодаря стараниям двух профессоров Сорбонны, Иоганна Гейлина из Штейна (de Lapide) близ Констанца и Гийома Фише из Савойи, в Париж были вызваны три немецких печатника из Мюнстера: Ульрих Геринг, Михаил Фрибургер и Мартин Кранц. Первая напечатанная ими книга была «Gasparii (Barsisii) Pergamensis epistolae» («Письмовник» Гаспарена де Бергамо", 1470); затем они продолжали печатать книги гуманистического направления, но, когда их покровители покинули Париж, они начали печатать более ходкие сочинения теологическо-канонического содержания и популярные книги. В 1477 г. Кранц и Фрибургер покинули Францию, а вместо них появились другие печатники, например, Паскье Боном, напечатавший первую книгу на французском языке: «Большие французские хроники» (1477), и Антуан Верард, издатель поэтов и рыцарских романов; они ввели в употребление шрифт, подобный французскому письму (так называемый батард), и вообще обращали особенное внимание на изящную отделку книг.
За Парижем последовал Лион, где в 1473 году печатник Бартелеми Бюйе издал свою первую книгу; затем там возникло до конца XV века свыше 50 типографий. Лион имел большое значение также как книжный рынок.

### Пиренейский полуостров
В Испании первая типография была основана в 1474 г. в Валенсии; первыми печатниками были немцы и голландцы.
В Португалию впервые печатное искусство было занесено евреями в 1484 г. в г. Лейрии; в 1495 г. королева Элеонора вызвала в Лиссабон немецких печатников.

### Нидерланды
В Нидерландах первый город, в котором была основана типография, стал Утрехт (в 1473 г., Николаем Кетелером и Жераром фон Леемптом); за ним следуют Лувен (1474), Брюгге (1475) и Антверпен (1476).

### Англия
В Англии первая типография основана Уильямом Кекстоном около 1474 г. первоначально в Вестминстере, затем в Лондоне; число его изданий превышает 400. Вообще, книгопечатание в Англии не распространилось с такой быстротой, как на континенте: до конца XV в. типографии были основаны только в Оксфорде и Сент-Олбансе.

### Скандинавия
В скандинавских странах книгопечатание введено в Оденсе (Фиония) в 1482 г. Иоанном Снелльлем; в Копенгагене — в 1490 г. Готфридом фон Гемен; в Стокгольме — в 1483 г. В Осло первая типография основана лишь в XVII веке.

### Венгрия
Первая книга была напечатана в Венгрии в Буде венгерским первопечатником немецкого происхождения Андрашем Хессом в 1473 году. Ею стала «Будайская хроника» (лат. Chronicon Budense), описывающая историю венгров до коронации короля Матьяша.

### Чехия
В Чехии книгопечатание появилось около 1475—1478 гг., одновременно в Праге и Пльзене, затем в Брюнне (Брно) — в 1486 г., в Куттенберге — в 1489 г. (Мартин Тисновский) и в Ольмюце (Оломоуц) — в 1500 г. (Конрад Баумгартен).

### Польша
В Польше первой напечатанной книгой является «Explanatio in Psalterium» Иоанна де Туррекремата, на которой обозначено место печатания (Краков), но нет даты (около 1474 года); первым печатником считается Гюнтер Цайнер из Аугсбурга.
Первым печатником книг на церковнославянском был немец Швайпольт Фиоль, жившийц в Кракове, а первая напечатанная кириллицей книга была «Октоих» (1491, Краков, in folio). Для этого издания резал и отливал буквы немецкий мастер Рудольф Борсдорф из Брауншвейга. В том же году Фиоль издал «Часослов», «Триодь постную» и «Триодь цветную».
В конце XV и в начале XVI века в Кракове работал печатник Ян Галлер, издававший книги на латинском языке, а на польском, сколько известно, — одни отрывки и то в виде приложений к некоторым латинским книгам.
В городке Пинчове (Краковского воеводства) существовала с 1559 г. типография, заведённая богемскими братьями.
В Варшаве первая типография появилась лишь в 1578 г.

### Беларусь
Начало белорусского и собственно восточнославянского книгопечатания связывается с именем полочанина Франциска Скорины, который издал в Праге (в 1517-1519) и в Вильне (1522-1525) 46 книг (преимущественно, книги Библии) на местном (белорусском) изводе церковнославянского языка.
В 1559 году князь Николай Радзивилл Чёрный учредил типографию в своем городе Бресте, где в 1563 году была напечатана Библия, переведённая на польский язык советом протестантских учёных. Тот же князь Радзивилл основал типографию в Несвиже, откуда вышел в 1562 году социнианский катехизис Симона Будного на западнорусском языке. В 1570-е годы Василий Тяпинский на свои средства организовал типографию, в которой издал около 1570 года Евангелие от Матфея, Марка и частично от Луки (хранится в Российской национальной библиотеке в Санкт-Петербурге).

### Россия
Первой печатной книгой Русского государства долго считался отпечатанный Иваном Фёдоровым и Петром Мстиславцем (учениками датчанина Ганса Мессингейма, посланного датским королём к Ивану Грозному) «Апостол» 1564 г., в послесловии которого основание типографии в Москве отнесено к 1553 г.
Однако сохранилось несколько книг без дат, которые можно считать напечатанными в Москве раньше «Апостола». Одна из них — Евангелие, с грубым шрифтом, с неправильной свёрсткой, с неравными строками — имеет вкладку, сделанную в 1563 г. Две других — Евангелие и Постная Триодь — напечатаны одинаковым шрифтом, близким к шрифту «Апостола» 1564 года; в одной из них есть вкладка 1562 года.
Новый этап книгопечатания начался при Петре I.

### Юго-восточная Европа
Славянская типография была основана в Черногории, в городе Ободе, где в 1494 году священником Макарием был отпечатан «Октоих первогласник»; там же в 1495 году отпечатана «Следованная псалтирь»; по некоторым данным можно предположить, что Ободская типография была основана в начале 1480-х годов, то есть является первой славянской типографией. Позже Макарий перевёл свою деятельность в Угро-Валахию (ныне Румыния), где в 1512 году напечатал Евангелие.

#### Молдавия
Начало молдавского книгопечатания связано с именем Самуила Рогали. В 1643 г. он был послан Петром Могилой к правителю Василию Лупу в Яссы, чтобы организовать типографию. В том же году была издана первая молдавская печатная книга «Евангелие учительское» (Картя дэ ынвенцатурэ).

#### Болгария
Самое раннее болгарское издание: Огледало ради потребы и ползовані препростейшимъ и некнижнымъ іазыкомъ болгарскимъ долні Мессии, напечатано в Будапеште в 1816 г. священником КостоЙ Стоисичем из Призрена. В 1838 г. основана была типография в Солуни, сгоревшая в 1842 г.; в 1843 г. учреждена при константинопольской патриархии славянская типография; издан Новый Завет на болгарском языке в Смирне (в 1840 г.). С 1846 г. духовные книги издавала и самоковская типография Кара-Стоянова.

### Армения
Первое издание на армянском языке осуществил Иоган Шильдбергер в Майнце в 1475 году латинским шрифтом (молитва «Отче наш»).
В 1486 г. Бернард фон Брайнденбах издал армянский текст ксилографической типографией.
Начало армянского книгопечатания относят к 1512 году, когда в Венеции Акоп Мегапарт издал книгу «Урбатагирк». Сохранились 32 наименования армянских книг, изданных в XVI веке, причем 19 из них — армянскими книгопечатниками исключительно на армянском языке. В 1639 году была основана армянская типография в Джуге (Джулфа) — первая типография в Иране. В 1666—1668 гг. в армянской типографии Амстердама печаталось первое издание Библии на армянском языке с иллюстрациями А. Дюрера. В 1675 году была издана первая печатная книга на новоармянском языке «ашхарабаре».
Первые армянские типографии были основаны в 1512 г. в Венеции и в 1567 г. в Константинополе, затем открылись армянские типографии в Риме (1584), Львове (1616), Милане (1621) Париже (1633), Ливорно (1643), Амстердане (1660), Марселье (1673), Лейпциге (1680) , Падуа (1690), Лондоне (1736), Санкт-Петербурге (1781) и т. д.
С 1512 до 1800 года вышло более 1170 наименований армянских книг (второе по численности после русскоязычных издании среди языков СНГ и Прибалтики).
В следующем столетии армянские типографии открылись в Москве (1820), Шуше (1828), Нью-Йорке (1857), Ереване (1876), Бостоне (1899) и т. д.
До 1920 года в мире действовало более 460 типографий, печатавших книги, журналы и газеты на армянском языке.
Около 1696 года в Амстердаме была напечатана первая географическая карта на армянском языке.

### Турция
В Турции книги печатались евреями, тайно; в 1490 г. вышла «История народа Божьего», сочинение Иосифа бен Горион. В 1567 г. Абгар Токатеци в Константинополе открыл армянскую типографию.
Первые турецкие книги были изданы в 1720-е гг.

## Дальнейшее распространение
Таким образом, книгопечатание в XV веке распространилось почти по всей Европе; известно до 1000 имён печатников того времени, число же изданий, вероятно, доходит до 30 тыс. (так называемые инкунабулы); 6/7 этого количества составляют сочинения религиозные и схоластические, остальные — научные и древняя и новая литература. Формат — in folio, разделённый на два столбца, или in quarto. Шрифт остался прежний — письменный готический прямоугольный. Только в Италии печатники начали применять употреблявшийся там ещё с XIV века круглый шрифт, так называемый римский, который впоследствии и вытеснил готический.

### XVI век
В XVI веке печатное дело всё более и более распространялось: религиозные споры давали громадный материал для печати.
Во Франции Сорбонна всеми силами старалась наложить запрещение на книгопечатание.
Франциск I в 1534 г. издал приказ закрыть все типографии, но сопротивление парламента спасло печатников от угрожавшей им опасности.
В Англии было ограничено число типографий; вообще во всех странах, кроме Германии, был установлен бдительный надзор за типографиями.
В этом столетии особенно известен венецианский печатник и гуманист Альд Мануций: он много заботился об издании греческих и латинских классиков, при издании которых впервые применил формат in octavo, раньше употреблявшийся лишь для богослужебных книг; он же ввёл новый итальянский шрифт, названный альдинским. По примеру Альдо печатание классических произведений распространилось по всей Европе. Особенную известность получил Этьенн в Париже: его издания благодаря красивым буквам, качеству бумаги и чернил, изяществу и богатству орнаментных рисунков доставили ему выдающееся место в ряду других современных издателей.
В Антверпене жил знаменитый печатник Христофор Плантен, основавший типографию в 1555 г.; по поручению Филиппа II он напечатал многоязычную Библию (Biblia Poliglota) с текстом на латинском, греческом, еврейском, сирийском и халдейском языках (1569—1573). Плантен был монопольным издателем церковных книг для всех испанских владений; он издал 60 тыс. молитвенников, 100 тыс. требников и 400 тыс. часословов, а всего до 1500 изданий; он стал родоначальником целой династии печатников, Плантенов-Моретов.

### XVII век
В XVII веке в Германии вследствие Тридцатилетней войны печатное дело пришло в упадок, несмотря на появление тогда впервые газет.
В Англии печатное дело терпит сильные преследования;
во Франции оно также в упадке: выдаются лишь своим изяществом произведения королевской луврской типографии, основанной в 1640 г.
Только в Нидерландах печатное искусство свободно развивалось: выдвигается в Лейдене и Амстердаме фамилия Эльзевиров, из которых Абрам ввёл в книжном деле весьма удобный формат in 12°; так называемые эльзевиры отличались красивой ровной печатью и безошибочным набором, а также дешевизной. Печатник Блаеу улучшил печатный станок. В то же время увеличилось количество шрифтов; особенно вошли в употребление мелкие шрифты (нонпарель и петит).
В 1638 г. печатник Стивен Дей возглавил первую типографию в Америке, в Кембридже (Массачусетс). Затем открылись книгопечатни в Бостоне, Филадельфии и Нью-Йорке.
В то же время, благодаря иезуитам, книгопечатание появилось в Ост-Индии и Японии.

### XVIII век
В целом XVIII век считается эпохой упадка типографского искусства. В количественном отношении печатное дело сильно подвинулось вперёд благодаря развитию литературы.
Из тогдашних типографий выдаются: в Берлине — Декера, придворного типографа; в Лейпциге — Брейткопфа, который известен и как издатель; в Париже — Фурнье и Дидо; в Лондоне — Баскервилль.
Для сохранения в целости набора таких книг, которые благодаря своей ходкости требуют частых изданий без перемен (например, Библия, классики, словари), была изобретена стереотипия проповедником И. Мюллером в Лейдене (1711); впрочем, в XVIII в. она не вышла за пределы опытов. Конец этого века ознаменован решительной переменой в положении типографского дела. Французская революция уничтожила всякого рода патенты на занятие им и объявила его свободным для всех. Хотя это разрешение скоро было отменено, но раз данный толчок не остался безрезультатным.

#### Изобретение цветной печати

##### La Lettera Apologetica
Раймондо де Сангро, купив 25 октября 1745 года у падре Ильянеса, приехавшего из Чили, рукопись Historia et rudimenta linguae piruanorum (1600—1638), составленную на основе секретного документа Exsul immeritus blas valera populo suo и написанную иезуитскими миссионерами в Перу Джованни Антонио Кумисом и Джованни Анелло Оливой, включил в свою книгу La Lettera Apologetica (1750) многие знаки токапу из капак-кипу, правда переделав их и придав им закругленные, а не квадратные формы.
В 1747 году Мадам де Графиньи издала свои «Письма перуанки», в которых знатная перуанка Силия (Zilia) использовала кипу для записей и переводила с него сразу на французский. В Письме XVI Графиньи приводит описание кипу, как письменности. Переиздана книга была в 1749 году. Издатель сборника «Coleccion de documentos literarios del Peru» (1874) Мануэль де Одриосола предположил, что эти письма послужили одному итальянцу из Академии де ла Круска и одной графине, той же национальности, написать толстый том «в одну четверть» озаглавленный «Apologea de los quipos». Использовав Гарсиласо, автор столь уверенно использует грамматику, словарь из кипу, представляющие собой кипуграфию, позаимствованную от некого Кипу-Камайока из инков, но как бы они не ошибались в своих предположениях.
Именно в этой книге, имевшей полное название Lettera Apologetica dell’Esercitato accademico della Crusca contenente la difesa del libro intitolato Lettere di una Peruana per rispetto alla supposizione de' Quipu scritta dalla Duchessa di S*** e dalla medesima fatta pubblicare, использовано 40 «ключевых слов» якобы древней системы записи Инков. Ключевые слова в кипу были раскрашены разными цветами и имели форму круга. Метод цветной печати был неизвестен на то время и был изобретён самим Раймондо.
Как видно, именно Мадам де Графиньи (графиня S***) и князя Раймондо де Сангро (являлся академиком де ла Круска) имел в виду Одриосола.
Опубликование князем книги La Lettera Apologetica, содержавшей опасные еретические мысли, привело к отлучению Раймондо де Сангро от Церкви папой Бенедиктом XIV в 1752 году.

### XIX век
В начале XIX веке во многих государствах Германии были уничтожены цехи, чем типографское дело было освобождено от многих пут и к нему привлечены новые силы и новые капиталы. В XVIII веке в Германии насчитывалось всего 434 города с типографиями, а в 1855 году было уже в 818 городах 2565 типо- и литографий, в 1890 году — в 1891 городе 6530 заведений, с 36 612 мастерами. В такой же прогрессии распространились печатные заведения и в остальных странах Европы.
Распространению типографского дела много способствовали также изобретения и улучшения в технике этого дела. Изобретены особые машины для отливки букв (в 1805 году, Вингом и Вайтом); улучшена стереотипия (лордом Стэнхоупом (Стенгопом), в 1804 году); изобретён станок, дающий возможность печатать одновременно на обеих сторонах листа (им же, в 1800 году). В 1810 году изобретён Кёнигом паровой печатный станок; ротационная машина дала возможность печатать до 12 000 листов в час (Типографское дело).
Постепенно печатное дело не ограничивается одной лишь типографией: неотъемлемой принадлежностью большой типографии стала литография; ей же служит гравировка на дереве и металле, цинкография, фото и гелиография и т. п., так что в настоящее время большие типографии представляют собою полиграфические институты.
Только в Америке в типографском деле появилась специализация труда: там существуют особые заведения для приготовления набора или стереотипа, особые — для печатания; в большом употреблении там и маленькие печатные машины, позволяющие каждому иметь у себя дома печатню для собственных целей.

#### Дореволюционная
- Wetter J. Kritische. Geschichte der Erfindung der Buchdruckerkunst. — Meinz, 1836.
- Schaab, Karl Anton. Geschichte der Erfindung der Buchdruckerkunst. — 2. Ausg. — Meinz, 1855.
- Bernard Ang. De l’origine et des débuts de l’imprimerie en Europe. — Paris, 1853.
- Sotheby. Principia typographica. — London, 1858.
- Dupont P. Histoire de l’imprimerie. — Paris, 1869.
- Bigmore и Wyman. Bibliography of printing. — London, 1880—84.
- Didot A. F. Histoire de la typographie // Extrait de l’Encyclopédie moderne. — Paris, 1882.
- De Vinne. The invention of printing. — 2nd ed. — New York, 1878.
- Голике Р. Р. Сборник снимков с славяно-русских старопечатных книг. — СПб., 1895.
- Шибанов П. Каталог русских и славянских книг, напечатанных вне Москвы и Петербурга с основания типографий до новейшего времени. — М., 1883.
- Старопечатные славянские издания // Славянский вестник : приложение к журналу «Филологические записки». — 1895. — № X.
- Остроглазов И. М. Книжные редкости // Русский архив. — 1891. — № 8, 9.
- Голубев С. Т. О начале книгопечатания в Киеве // Киевская старина. — 1886. — № 6.
- Ляхницкий А. Начало книгопечатания в России. — СПб., 1883.
- Лихачев Н. Документы о печатании книг и грамот в 1694 г.. — СПб., 1894.
- Лихачев Н. Книгопечатание в Казани за первое пятидесятилетие существования в этом городе типографий. — СПб., 1895.
- Карамышев И. Краткие исторические сведения о петербургских типографиях с 1711 года и статистические сведения о заведениях печати за 1868-1895 гг.. — СПб., 1895.
- Божерянов И. Исторический очерк русского книгопечатного дела. — СПб., 1895.
- Владимиров П. В. Начало славянского и русского книгопечатания в XV—XVI вв. — Киев, 1894.
- Собко Н. П. Ян Галлер // Журнал министерства народного просвещения. — 1883. — № 11.
- Петрушевич А. С. Иван Фёдоров, русский первопечатник. — Львов, 1883.
- Пташицкий О. Л. Иван Фёдоров, русский первопечатник // Русская старина. — 1884. — № 3.
- Дринов М. Првата Блгарска типография в Солун и некои от напечатанише в нея книги (болг.). — 1890.
- Обзор I Всерос. выставки печатного дела. — СПб., 1895.

#### Современная

##### Основная учебная и справочная
- Баренбаум И. Е., Шомракова И. А. Всеобщая история книги. — СПб., 2005.
- Владимиров Л. И. Всеобщая история книги: Древний мир, Средневековье, Возрождение. — М., 1988.
- История книги / Под ред. А. А. Говорова, Т. Г. Куприяновой. — М., 2001.
- Ростовцев Е. А. История книжного дела. Учебное пособие. В 4-х частях. — СПб., 2007—2012.
- Книга. Энциклопедия. — М., 1999.

##### Избранная научная
- Аронов В. Р. Эльзевиры / Под ред. Ю. Герчука. Художники М. Аникст, А. Троянкер. — М.: Книга, 1975. — 116 с.
- Баренбаум И. Е. Книжный Петербург. — СПб., 2000.
- Баренбаум И. Е. Штурманы грядущей бури. Н. А. Серно-Соловьевич, Н. А. Баллин, А. А. Черкесов. — М., 1987.
- Баркер Р., Эскарп Р. Жажда чтения. — М., 1979.
- Белов С. В., Толстяков А. П. Русские издатели конца XIX — начала XX века. — Л., 1976.
- Блюм А. В. Советская цензура в эпоху тотального террора 1929—1953. — СПб., 2000.
- Бубнов Н. Ю. Старообрядческая книга в России во второй половине XVII в. Источники, типы и эволюция. — СПб., 1995.
- Варбанец Н. В. Иоханн Гутенберг и начало книгопечатания в Европе. — М., 1980.
- Васильев В. Г. Издательская деятельность Академии наук в её историческом развитии (от зарождения до наших дней). В 2-х частях. — М., 1999.
- Верещагин Е. М. Христианская книжность Древней Руси. — М., 1996.
- Вздорнов Г. И. Искусство книги Древней Руси. Рукописная книга Северо-восточной Руси. — М., 1980.
- Волкова В. Н. Сибирское книгоиздание второй половины XIX в. — Новосибирск, 1995.
- Володихин Д. М. Книжность и просвещение в Московском государстве XVII в. — М., 1993.
- Вольман Б. Русские нотные издания XIX — начала XX вв. — Л., 1970.
- Герчук Ю. Я. Эпоха политпажей. Русское типографское искусство. — М., 1982.
- Динерштейн Е. А. А. С. Суворин. Человек, сделавший карьеру. — М., 1998.
- Динерштейн Е. А. Издательское дело в первые годы Советской власти. — М., 1971.
- Динерштейн Е. А. «Фабрикант» читателей: А. Ф. Маркс. — М., 1986.
- Динерштейн Е. А. И. Д. Сытин. — М., 1983.
- Дуров В. А. Книга в семье Романовых. — М., 2000.
- Ершова Г. Г. Майя: тайны древнего письма. — М., 2004.
- Заболотских Б. В. Книжная Москва. — М., 1990.
- Завадская Е. В. Японское искусство книги (VII—XIX вв.). — М., 1986.
- Ильина Т. В. Декоративное оформление древнерусских книг. Новгород и Псков. XII—XV вв. — Л., 1978.
- Каждан А. П. Книга и писатель в Византии. — М., 1973.
- Кельнер В. Е. Очерки по истории русско-еврейского книжного дела во второй половине XIX — начале XX века. — СПб., 2003.
- Кестнер И. Иоганн Гутенберг. — Львов, 1987.
- Киселева Л. И. Западноевропейская рукописная и печатная книга XIV—XV вв. — Л., 1985.
- Киселева М. С. Учение книжное: текст и контекст древнерусской книжности. — М., 2000.
- Кишкин Л. С. Честный, добрый, простодушный…: Труды и дни А. Ф. Смирдина. — М., 1995.
- Клейменова Р. Н. Книжная Москва первой половины XIX века. — М., 1991.
- Королёв Д. Г. Очерки из истории издания и распространения театральной книги в России XIX — начала XX веков. — СПб., 1999.
- Куприянова Т. Г. Первая династия российских издателей. — М., 2001.
- Куприянова Т. Г. Печатный двор при Петре I. — М., 1999.
- Кьера Эдвард. Они писали на глине. — М., 1984.
- Лазурский В. В. Альд и альдины. — М., 1977.
- Левшун Л. В. История восточно-славянского книжного слова. XI—XVII вв. — Минск, 2001. — ISBN 985-6479-21-5.
- Леликова Н. К. Становление и развитие книговедческой и биографической наук в России в XIX — первой половине XX века. — СПб., 2004.
- Лихачёва В. Д. Искусство книги. Константинополь XI в. — М., 1976.
- Луппов С. П. Книга в России в XVII в. — Л., 1970.
- Луппов С. П. Книга в России в первой четверти XVIII в. — Л., 1973.
- Луппов С. П. Книга в России в послепетровское время. — Л., 1976.
- Ляхов В. Н. Искусство книги. — М., 1978.
- Ляхов В. Н. Очерки теории искусства книги. — М., 1971.
- Мартынов И. Ф. Книгоиздатель Николай Новиков. — М., 1981.
- Мигонь К. Наука о книге: Очерк проблематики / пер. с пол. О. Р. Медведева. — М., 1991.
- Москаленко В. В. Книгоиздание США. Организация, экономика, распространение. — М., 1976.
- Мыльников А. С. Чешская книга. Очерки истории. — М., 1971.
- Назаров А. И. Октябрь и книга. Создание советских издательств и формирование массового читателя. 1917—23. — М., 1968.
- Накорякова К. М. Редакторское мастерство в России. XVI—XIX вв. Опыт и проблемы. — М., 1973.
- Немировский Е. Л. Иван Федоров. — М., 1985.
- Немировский Е. Л. Изобретение Иоганна Гутенберга. Из истории книгопечатания. Технические аспекты. — М., 2000.
- Немировский Е. Л. Начало книгопечатания на Украине. — М., 1974.
- Немировский Е. Л. Начало славянского книгопечатания. — М., 1971.
- Немировский Е. Л. История славянского кирилловского книгопечатания XV — начала XVII века. — М., 2003.
- Немировский Е. Л. Иван Федоров. Начало книгопечатания на Руси : Описание изданий и указатель литературы : К 500-летию со дня рождения великого русского просветителя. — М., 2010.
- Пайчадзе С. А. Книжное дело на Дальнем Востоке: Дооктябрьский период. — Новосибирск, 1991.
- Рассудовская Н. М. Издатель Ф. Ф. Павленков (1839—1900). Очерк жизни и деятельности. — М., 1960.
- Рафиков А. Х. Очерки истории книгопечатания Турции. — Л., 1973.
- Рейтблат А. И. От Бовы к Бальмонту: Очерки по истории чтения в России во второй половине XIX в. — М., 1991.
- Розов Н. Н. Книга в России в XV в. — Л., 1981.
- Розов Н. Н. Книга Древней Руси (XI—XIV вв.). — М., 1977.
- Романова В. Л. Рукописная книга и готическое письмо во Франции в XIII—XV вв. — М., 1975.
- Самарин А. Ю. Читатель в России во второй половине XVIII в. (по спискам подписчиков). — М., 2000.
- Сапунов Б. В. Книга в России в XI—XIII вв. — Л., 1978.
- Терентьев-Катанский А. П. С Востока на Запад. Из истории книгопечатания в странах Центральной Азии. — М., 1990.
- Толстяков А. П. Люди мысли и добра. Русские издатели К. Т. Солдатенков и Н. П. Поляков. — М., 1984.
- Функе Ф. Книговедение: исторический обзор книжного дела. — М., 1982.
- Халидов А. Б. Арабские рукописи и арабская рукописная традиция. — М., 1985.
- Червинский М. Система книги. Зберский Т. Семиотика книги. — М., 1981.
- Шматов В. Ф. Искусство книги Франциска Скорины. — М., 1990.
- Шустова Ю. Э. Документы Львовского Успенского Ставропигийского братства (1586—1788): источниковедческое исследование. — М., 2009.
- Якерсон С. М. Еврейская средневековая книга: кодикологические, палеографические и книговедческие аспекты. — М., 2003.